# Covarrubias (apellido)
Covarrubias es un apellido español, proveniente de Castilla la Vieja.  Se trata de un apellido toponímico, es decir, que denota procedencia, en concreto de la villa burgalesa de Covarrubias, en el norte de España, fundada por el rey visigodo Chindasvinto en el siglo VII.
Su etimología está compuesta por las palabras latinas cova (‘cueva’), rubea (‘roja’) y el sufijo -ia (‘que tiene cualidad de’), siendo su significado ‘la cueva que es roja’ o simplemente ‘cuevas rojas’, dada la existencia de algunas cuevas de color rojizo en las afueras de la localidad.  Su uso como apellido se remonta al siglo XIII.
A lo largo de la historia han existido varios personajes ilustres que han portado el apellido: Alonso de Covarrubias, Diego y Antonio de Covarrubias y Leiva, Sebastián de Covarrubias, Juan Díaz Covarrubias, Miguel “El Chamaco” Covarrubias y Juan Carlos Covarrubias, por mencionar a unos pocos.    
También en la provincia de Soria existe un poblado de nombre Covarrubias. 

## Escudo de armas
El escudo de armas de este apellido fue descrito por primera vez en 1592 por A. Sales, de acuerdo con el Libro de armoria.  Esta descripción corresponde al escudo que usó una rama de la familia que, en dos generaciones, se trasladó a vivir desde la villa de Covarrubias a la localidad alicantina de Cocentaina.  De hecho, presumiblemente el primer Covarrubias en usar este escudo fue el caballero don Diego de Covarrubias Sanz, natural de Cocentaina, quien en 1590 tuvo que presentar su árbol genealógico para entrar en el Santo Oficio.  El abuelo paterno de este, un tal Hernando de Cobarrubias, era natural de la propia villa de Cobarrubias.  Por lo tanto, este don Diego, que usó este escudo, fue el primer Covarrubias nacido en Cocentaina, y su escudo lo podrían usar sus descendientes.
Según el mencionado Libro de armoria, la descripción de este escudo de la rama alicantina de los Covarrubias asentados en Cocentaina es:
Consiste en un campo cuartelado español, de las siguientes características y tinturas:
- 1.er campo: azur (azul), con cinco estrellas en azur
- 2.º campo: oro, con cuatro fajas de gules (rojo)
- 3.er campo: argén (plata), con una faja en sable (negro)
- 4.º campo: azur, con una cruz en argén.